# Reinhold Bohlen
Reinhold Bohlen (* 10. Februar 1946 in Bochum) ist ein deutscher römisch-katholischer Geistlicher und Theologe.

## Leben
Bohlen studierte nach seinem Abitur am Cusanusgymnasium in Wittlich ab 1965 Philosophie und Theologie an der Theologischen Fakultät Trier, später an der Universität Tübingen. Am 11. Februar 1973 wurde er in Trier zum Priester geweiht. Er war Kaplan in Völklingen und absolvierte anschließend ein alttestamentliches Doktoratsstudium in Trier, dass er 1971 mit der Arbeit Der Fall Nabot: Form, Hintergrund und Werdegang der alttestamentlichen Erzählung 1 Kön 21 abschloss. An der École biblique et archéologique française de Jérusalem studierte er Exegese und biblische Archäologie. 1983 übernahm er die Lehrstuhlvertretung für Biblische Einleitung und Biblische Hilfswissenschaften an der Theologischen Fakultät Trier. 1984 übernahm er zudem einen Lehrauftrag für Altes Testament an der Ruhr-Universität Bochum. An der Theologischen Fakultät der Albert-Ludwigs-Universität Freiburg habilitierte er sich mit der Schrift Die Ehrung der Eltern bei Ben Sira: Studien zur Motivation und Interpretation eines familienethischen Grundwertes in frühhellenistischer Zeit und erhielt die Venia legendi für das Fach Altes Testament.
1991 wurde Bohlen zum Ordinarius für Biblische Einleitung und Biblische Hilfswissenschaften an der Theologischen Fakultät Trier berufen. Er hatte Lehraufträge an der Universität des Saarlandes in Saarbrücken und am Theologischen Studienjahr der Dormition Abbey in Jerusalem. Seit 1997 war er Gründungsdirektor des Emil-Frank-Instituts an der Universität Trier und an der Theologischen Fakultät Trier. 2003 erfolgte die Wahl zum Rektor der Theologischen Fakultät Trier als Nachfolger von Wolfgang Lentzen-Deis. 2011 wurde er emeritiert; sein Nachfolger im Rektorenamt wurde Klaus Peter Dannecker.
2006 wurde er zum Residierenden Domkapitular an der Hohen Domkirche Trier ernannt. Von 2011 bis 2014 war Bohlen kommissarischer Direktor der Bibliothek des Bischöflichen Priesterseminars Trier.
Seit 2013 lehrt er am interdiözesanen Priesterseminar Studienhaus St. Lambert in Lantershofen das Fach Einleitung in das Alte Testament.
Zum 1. Januar 2018 wurde er zum Rektor der Abteikirche Himmerod ernannt. Zudem ist er Beauftragter des Bistums Trier für die Übergabe des Klosters an die Diözese.

## Wirken
Reinhold Bohlen hat eine Reihe von Arbeiten zu Themen der Biblischen Literaturgeschichte der Landeskunde Palästinas, der Geschichte Israels sowie der Biblischen Archäologie vorgelegt.
Bohlen engagiert sich für zahlreiche Sozialprojekte im Heiligen Land. 1995 wurde er vom Kardinal-Großmeister Giuseppe Kardinal Caprio zum Ritter des Ritterordens vom Heiligen Grab zu Jerusalem ernannt und am 20. Mai 1995 im Trierer Dom durch Anton Schlembach, Großprior der deutschen Statthalterei, und Peter Heidinger, Statthalter in Deutschland, investiert. Er ist Offizier des Päpstlichen Laienordens.
Für seine Arbeit als Bischöflicher Beauftragter für den jüdischen-christlichen Dialog im Bistum Trier und Direktor des Wittlicher Emil-Frank-Instituts wurde er 2010 mit dem Bundesverdienstkreuz 1. Klasse ausgezeichnet.